# 澳大利亚—巴勒斯坦关系
澳大利亚—巴勒斯坦关系（英語：Australia–Palestine relations），指的是澳大利亚与巴勒斯坦国之间的外交关系，澳大利亚在约旦河西岸的拉马拉设有代表处。澳大利亚不承认巴勒斯坦是一个国家，但支持经联大表决过的两国方案。

## 历史

### 早期
巴勒斯坦解放组织于1982年在堪培拉设立了巴勒斯坦信息办公室，这象征着澳大利亚 - 巴勒斯坦关系的开始。1989年，澳大利亚政府承认该办公室为巴勒斯坦解放组织的正式代表，亦即承认了它的合法性。1994年，该办公室升格为总代表团。澳大利亚于2000年9月在拉马拉设立了代表处。

### 2010年代
2012年，澳大利亚投票支持巴勒斯坦成为联合国非会员观察员国。
2015年，巴勒斯坦外交部长里亚德·马勒基访问澳大利亚。托尼·阿博特撤回了澳大利亚对以色列在约旦河西岸建立定居点的反对立场，马尔科姆·特恩布尔批评了联合国反对设立定居点的决议。2018年，莫里森政府承认耶路撒冷为以色列首都，但不会立即将其大使馆从特拉维夫迁出。这使得澳大利亚成为继美国和危地马拉之后第三个承认耶路撒冷为以色列首都的国家。

### 2020年代
2021年，澳大利亚工党将支持巴勒斯坦国纳入其竞选纲领。从2022年到2023年，澳大利亚向巴勒斯坦国提供了1100万美元，向联合国近东巴勒斯坦难民救济和工程处提供了1290万美元。
2022年10月，阿尔巴尼斯领导下的澳大利亚撤销了对耶路撒冷为以色列首都的承认，并重新使用“被占领的巴勒斯坦领土”一词。它还确认澳大利亚驻以色列大使馆将留在特拉维夫。此举受到包括澳大利亚/以色列和犹太事务委员会(AIJAC)在内的澳大利亚犹太社区代表的批评，但受到巴勒斯坦社区和巴勒斯坦总理穆罕默德·什塔耶的欢迎。反对党领袖彼得·达顿、澳大利亚犹太复国主义联合会、澳大利亚犹太人执行委员会和以色列政府也对此提出了批评。这标志着澳大利亚工党领导下的澳大利亚政府对巴勒斯坦政策的“温和”变化。
在以色列-哈马斯战争期间，澳大利亚政府捍卫以色列自卫和报复哈马斯10月7日袭击的权利。澳大利亚政府呼吁哈马斯释放人质。加雷思·埃文斯和鲍勃·卡尔呼吁澳大利亚承认巴勒斯坦。巴勒斯坦行动小组在澳大利亚组织了反对战争的抗议活动。巴勒斯坦政府对澳大利亚对冲突的反应提出了批评。

## 公众反应
一些澳大利亚原住民，包括原住民法律服务处，因为历史相似而对巴勒斯坦人表示同情。澳大利亚犹太记者安东尼·洛文斯坦批评澳大利亚主流犹太复国主义团体（如全澳大利亚犹太复国主义联盟和澳大利亚犹太人执行委员会）支持以色列对巴勒斯坦的军事占领。
在以色列与哈马斯战争期间，《卫报》的一项民意调查发现，澳大利亚人希望他们的政府向巴勒斯坦人提供援助。2024年5月，YouGov在4月19日至23日进行的一项民意调查发现，35%的澳大利亚人支持承认巴勒斯坦国。21%的人不承认所谓‘巴勒斯坦国’，而44%的人表示他们不知道巴勒斯坦国的存在。

## 引用
1. ↑  DANIEL FLITTON. . www.lowyinstitute.org. LOWY INSTITUTE.   [2024-06-07]. （原始内容存档于2023-12-25）.
2. 1 2 3  Department of Foreign Affairs and Trade. . www.dfat.gov.au. Australia Government.   [2024-06-07]. （原始内容存档于2023-12-25）.
3. ↑  Sally Totman. . www.internationalaffairs.org.au. Australian Institute of International Affairs.   [2024-06-07]. （原始内容存档于2023-12-25）.
4. ↑  General Delegation of Palestine to Australia, New Zealand and the Pacific. . www.palestine-australia.com. Embassy of the State of Palestine.   [2024-06-07]. （原始内容存档于2024-03-05）.
5. ↑  United Nations. . press.un.org. United Nations.   [2024-06-07]. （原始内容存档于2023-05-15）.
6. ↑  . www.haaretz.com. Haaretz.   [2024-06-07].
7. ↑  Jonathan Swan. . www.smh.com.au. The Sydney Morning Herald.   [2024-06-07]. （原始内容存档于2024-01-18）.
8. ↑  Colin Packham. . www.reuters.com. Reuters.   [2024-06-07]. 原始内容存档于2022-09-29.
9. ↑  Jade Macmillan. . www.abc.net.au. ABC News.   [2024-06-07]. （原始内容存档于2018-12-15）.
10. 1 2  Lily Napach. . www.csis.org. Center for Strategic & International Studies.   [2024-06-07]. （原始内容存档于2024-02-21）.
11. ↑  Stephen Fallon. . www.aph.gov.au. Parliament of Australia.   [2024-06-07]. （原始内容存档于2023-12-25）.
12. ↑  Al Jazeera. . Al Jazeera (Al Jazeera). 2022-10-18  [2024-06-07]. （原始内容存档于2023-12-25）.
13. ↑  Rodger Shanahan. . The Strategist (Australian Strategic Policy Institute). 2023-08-09  [2024-06-08]. （原始内容存档于2023-12-25）.
14. ↑  Tiffanie Turnbull. . BBC News (BBC News). BBC News. 2022-10-19  [2024-06-08]. （原始内容存档于2024-01-29）.
15. ↑  ByMatthew Knott. . The Sydney Morning Herald (The Sydney Morning Herald). 2023-08-19  [2024-06-08]. （原始内容存档于2023-12-25）.
16. ↑  Langlois, Alexander. . Near East Policy Forum (Near East Policy Forum). 2023-10-04  [2024-06-08]. （原始内容存档于2023-12-25）.
17. ↑  Phil Mercer. . Voice of America (Voice of America). 2023-10-10  [2024-06-08]. （原始内容存档于2023-10-29）.
18. ↑  Penny Wong. . www.foreignminister.gov.au. Australia Government.   [2024-06-08]. （原始内容存档于2023-12-25）.
19. ↑  Victor Kattan. . ABC News (ABC News). 2023-08-02  [2024-06-08].
20. ↑  Reuters. . Reuters (Reuters). 2023-10-21  [2024-06-08]. （原始内容存档于2023-12-12）.
21. ↑  Natassia Chrysanthos; Carrie Fellner. . www.smh.com.au. The Sydney Morning Herald.   [2024-06-08]. （原始内容存档于2023-12-25）.
22. ↑  Aboriginal Legal Service. . www.alsnswact.org.au. Aboriginal Legal Service.   [2024-06-08]. （原始内容存档于2024-05-02）.
23. ↑  Antony Loewenstein. . The Sydney Morning Herald (The Sydney Morning Herald). The Sydney Morning Herald. 2023-11-12  [2024-06-08]. （原始内容存档于2024-04-30）.
24. ↑  Paul Karp. . The Guardian (The Guardian). The Guardian Essential report. 2023-10-14  [2024-06-08].
25. ↑  YouGov. . YouGov (YouGov). 2024-05-09  [2024-06-08]. （原始内容存档于2024-05-14）.